# Mahmud Husajn Hamdan
Mahmud Husajn Hamdan Husajn (arab. محمود حسين حمدان حسين; ur. 5 stycznia 1993) – egipski zapaśnik walczący w stylu klasycznym. Srebrny medalista mistrzostw Afryki w 2018. Wicemistrz mistrzostw arabskich w 2012. Siódmy na igrzyskach młodzieży w 2010 roku.